# Podocarpus rubens
Podocarpus rubens är en barrträdart som beskrevs av De Laub. Podocarpus rubens ingår i släktet Podocarpus och familjen Podocarpaceae. IUCN kategoriserar arten globalt som livskraftig. Inga underarter finns listade i Catalogue of Life.